# Adela Maddison
Pour les articles homonymes, voir Maddison.
Katharine Mary Adela Maddison, née Tindal le 15 décembre 1862 – morte le 12 juin 1929, habituellement connue sous le nom Adela Maddison, est une compositrice britannique d'opéras, de ballets, de musique instrumentale et de chansons. Elle est également productrice de concerts. Elle compose un certain nombre de chansons française dans le style des mélodies durant les années pendant lesquelles elle réside à Paris où elle est élève, amie et peut-être maîtresse de Gabriel Fauré. Elle réside ensuite à Berlin et compose un opéra allemand mis en scène à Leipzig. À son retour en Angleterre, elle crée des compositions pour les festivals de Glastonbury (en) organisés par Rutland Boughton.

## Biographie
Maddison naît au 42 York Terrace à Regent's Park, Londres le 15 décembre 1862 (et non en 1866 comme il est parfois rapporté), fille du vice-amiral Louis Symonds Tindal (1811–76) et d'Henrietta Maria O'Donel Whyte (1831/2–1917). Son grand-père est le juge Nicholas Conyngham Tindal. Il semble qu'elle a été élevée à Londres. Le 14 avril 1883 elle épouse le barrister et ancien footballer Frederick Maddison (1849–1907), à Christ Church, Lancaster Gate Londres. Ils ont deux enfants, Diana Marion Adela et Noel Cecil Guy, nés respectivement en 1886 et 1888. Sa première composition publiée date de 1882. Twelve Songs en 1895 marque l'émergence d'un style distinctif.

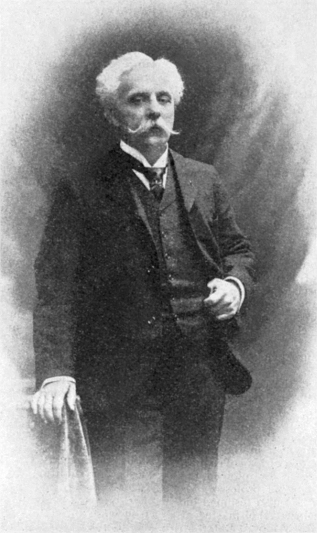
Gabriel Fauré

À partir d'environ 1894, Madison et son mari jouent un rôle majeur pour encourager et faciliter l'entrée de Fauré sur la scène musicale de Londres. Son mari travaille maintenant pour une société d'édition de musique, Metzler, qui obtient un contrat pour publier la musique de Fauré des années 1896-1901. Elle traduit quelques-unes de ses mélodies en anglais et son œuvre chorale La naissance de Vénus, op. 29. Fauré emploie cette dernière traduction en 1898 lorsqu'il dirige un chœur de 400 choristes au festival de Leeds (en). Fauré est un ami de la famille et en 1896 prend des vacances dans leur résidence de Saint-Lunaire en Bretagne. Elle devient élève de Fauré qui pense qu'elle est une compositrice talentueuse. Elle compose un certain nombre de mélodies sur des œuvres de poètes tels que Sully Prudhomme, Coppée, Verlaine et Samain. En 1900, Fauré confie à ce dernier que le traitement de son poème Hiver est magistral.
De 1898 à 1905 environ, elle réside à Paris sans son mari. Robert Orledge, biographe de Fauré, croit qu'elle a entretenu une liaison amoureuse avec Fauré qui lui dédie son Nocturne no 7 op.74 en 1898. Selon Orledge, ce morceau est une expression de ses sentiments à son endroit. Fauré lui offre le manuscrit du nocturne, à présent conservé à la Bibliothèque nationale de France. À Paris, elle est en relation avec Delius, Debussy et Ravel et produit des interprétations de ses propres œuvres ainsi que de celles d'autres compositeurs,. Elle héberge la première représentation de l'opéra Koanga (en) de Delius en mars 1899 dans sa résidence en la présence du prince Edmond de Polignac et de la Princesse de Polignac. Fauré fait partie des interprètes.
De Paris elle déménage à Berlin où elle continue à produire des concerts et compose un opéra, Der Talisman, mis en scène à Leipzig en 1910. En Allemagne, elle commence une amitié durable avec Martha Mundt, rédactrice d'une revue socialiste à Berlin. Née en 1872, Mundt est originaire de Königsberg. Elle y a étudié la sociologie et l'économie ainsi qu'à Berlin, Gènes et Rome. L'historienne de la musique Sophie Fuller estime tout à fait probable que la relation entre les deux femmes était lesbienne. Elles quittent l'Allemagne pour la France où Mundt obtient de travailler auprès de la princesse de Polignac et elles se rendent à Londres lorsqu'éclate la Première Guerre mondiale. Parmi leurs amis en Angleterre se trouvent Radclyffe Hall et Mabel Batten. Mundt retourne à Berlin à un certain moment durant la guerre.
Maddison déménage à Glastonbury dans le comté de Somerset et consacre plusieurs années à la production d'œuvres pour les Festivals de Glastonbury de cette époque. Parmi celles-ci figure le ballet The Children of Lir mis en scène en 1920 au Old Vic.
Son quintette avec piano, écrit en 1916 mais créé en 1920, est un succès. Elle continue à composer des opéras et à produire des concerts jusque dans les années 1920,.
À partir du début des années 1920, Martha Mundt vit à Genève après avoir rejoint le secrétariat de l'Organisation internationale du travail (OIT) comme agent d'information grâce à la recommandation du socialiste allemand Eduard Bernstein auprès d'Albert Thomas, directeur de l'OIT. Mundt devient cadre de l'OIT traitant des questions d'emploi pour les femmes et les enfants et la liaison de l'OIT avec les organisations féministes. Elle représente l'OIT auprès d'un certain nombre de congrès internationaux en Europe. Maddison se rend souvent à Genève pour lui rendre visite.
Maddison meurt dans le quartier d'Ealing à Londres en 1929. Les partitions des compositions qu'elle a écrites durant ses séjours à Paris et Berlin et pour la musique qu'elle a créée pour les festivals de Glastonbury semblent être perdues.

## Œuvres
Parmi ses compositions, on compte, :

### Opéras
- 1910 : Der Talisman
- 1926 : Ippolita in the Hills

### Ballets
- 1920 : The Children of Lir

### Musique de chambre
- 1916 : Quintette avec piano

### Musique vocale
- 1893 : Deux Mélodies, texte de Sully Prudhomme et Coppée
- 1895 : Twelve Songs, texte de Rossetti, Shelley, Swinburne, Tennyson et autres
- 1896 : Soleils couchants, sur des vers de Paul Verlaine. 2 voix et piano.
- 1915 : Little Fishes silver, texte traduit de Bierbaum par Maddison
- 1915 : Mary at Play, texte traduit de Bruch par Maddison
- 1915 : The Ballade of Fair Agneta, texte traduit de Miegel par Maddison
- 1924 : Lament of the caged Lark, texte de L. N. Duddington
- 1924 : Tears, texte traduit de Wang Sen-Ju par Cranmer-Byng
- 1924 : The Heart of the Wood, texte traduit d'un poème irlandais anonyme par Isabella Augusta Gregory
- 1924 : The Poet complains, texte traduit d'un poème irlandais anonyme par Augusta Gregory